# Dunkelfelder
Dunkelfelder  ist eine rote Rebsorte. Es handelt sich um eine Kreuzung zwischen Madeleine Angevine x Färbertraube (Teinturier du Cher). Die ursprünglichen Angaben des Züchters, es handele sich um eine Kreuzung von Blauer Portugieser und Färbertraube, konnten in der Zwischenzeit durch DNA-Analyse widerlegt werden. Die Neuzüchtung erfolgte bereits Anfang des 20. Jahrhunderts durch Gustav Adolf Froelich (1847–1912) aus Edenkoben, jedoch fristete die Sorte jahrelang ein Schattendasein in den Zuchtanstalten.
Den Namen Dunkelfelder erhielt sie in der Forschungsanstalt Geisenheim in Anspielung auf die dunkle Farbe des Saftes. Die Rebsorte gehört damit zur Familie der Färbertrauben. Seit 1980 besteht für den Dunkelfelder der Sortenschutz.
Die Sorte wird häufig zur Farbunterstützung als Deckwein in Cuvées eingesetzt. Kleine Bestände sind auch in der Schweiz sowie im Süden Englands registriert.

## Ampelographische Sortenmerkmale
In der Ampelographie wird der Habitus folgendermaßen beschrieben:
- Die Triebspitze ist offen. Sie ist dichtwollig bis filzig behaart.
- Die mittelgroßen Blätter sind fünflappig und mitteltief gebuchtet. Die Stielbucht ist V-förmig offen bis berührend. Das Blatt ist grob gezähnt. Die Blattoberfläche (auch Spreite genannt) ist dunkelgrün gefärbt. Ab dem Monat August verfärbt sich das Blatt fleckig rot.
- Die kegelförmige Traube ist mittelgroß, breit und mitteldichtbeerig. Die schwachovalen Beeren sind von blauschwarzer Farbe. Die Beere ist beduftet und von neutralem bis leicht säuerlichem Geschmack.

Der Dunkelfelder kann ca. 15–20 Tage nach dem Gutedel geerntet werden. Die Rebsorte treibt sehr früh aus und ist somit empfindlich gegen eventuelle späte Frühjahrsfröste. Aufgrund seiner guten Holzreife ist die Winterfrosthärte des Dunkelfelder ausreichend gut und damit besser als die des Blauen Portugieser.
Die Reben sind wenig anspruchsvoll, was die Bodenbeschaffenheit betrifft, und liefern gute Erträge. Dunkelfelder ist empfindlich gegen Frost, Trockenheit und Pilzkrankheiten wie Peronospora. Zudem neigt sie recht schnell zur Rohfäule. Im Falle einer Infektion mit der durch Fadenwürmer übertragenen Reisigkrankheit ist der Ernteausfall stärker als im Mittel verglichen mit anderen Rebsorten.
Der Wein aus Dunkelfelder hat eine schwarzrote Farbausprägung und einen körperreichen und nachhaltigen Geschmack. Die Säureausprägung (→ Säure (Wein)) ist eher mäßig, was manchem Verbraucher entgegenkommt (Säureempfindlichkeit). Mit dem hohen Farbstoffgehalt geht auch ein hoher Gerbstoffanteil einher (siehe auch den Artikel Phenole im Wein). Aufgrund seiner Charakteristik eignet er sich auch zum Ausbau in Eichenholzfässern (Barrique). Bei kurzer Maischegärung können Roséweine entstehen.

## Verbreitung in Deutschland
In Deutschland waren im Jahr 2007 362 Hektar (= 0,4 % der deutschen Rebfläche) mit der Rebsorte Dunkelfelder bestockt. Dabei ist die Fläche schon seit einigen Jahren im Rückgang. 2017 betrug die bestockte Fläche 239 Hektar, 2019 ca. 220 Hektar. Im Jahr 2006 waren noch 372 Hektar Anbaufläche bestockt, nachdem im Jahr 1999 immerhin schon 280 Hektar erhoben wurden. 
Die Rebflächen in Deutschland verteilten sich im Jahr 2007 wie folgt auf die einzelnen Anbaugebiete:
| Weinbaugebiet           | Rebfläche (Hektar) |
| ----------------------- | ------------------ |
| Ahr                     | 3                  |
| Baden                   | 53                 |
| Franken                 | 1                  |
| Hessische Bergstraße    | 1                  |
| Mittelrhein             | 1                  |
| Mosel                   | 10                 |
| Nahe                    | 24                 |
| Pfalz                   | 185                |
| Rheingau                | 14                 |
| Rheinhessen             | 68                 |
| Saale-Unstrut           | unter 0,5          |
| Sachsen                 | 1                  |
| Württemberg             | 1                  |
| Gesamt Deutschland 2007 | 362                |

Quelle: Rebflächenstatistik vom 13. März 2008, Statistisches Bundesamt, Wiesbaden 2008 in Beschreibende Sortenliste des Bundessortenamtes 2008, Seite 198ff.